# Banda Eva Ao Vivo
Banda Eva Ao Vivo é o primeiro álbum ao vivo da banda musical brasileira Banda Eva. O seu lançamento ocorreu em 7 de julho de 1997, através da editora discográfica Universal. Gravado em março do mesmo ano, na área verde do Othon Palace Hotel, em Salvador (Bahia), a produção musical da obra é assinada por Fernando Adour. A lista de faixas compreende, majoritariamente, as canções de maior popularidade do catálogo anterior do grupo, como "Vem, Meu Amor", "Arerê" e "Beleza Rara". Além de regravações de artistas compatriotas, como Cassiano, Olodum e Skank, além  do italiano Umberto Tozzi. 
Comercialmente, tornou-se um enorme sucesso; alcançou o topo da parada de vendas de álbuns no Brasil, compilada pelo instituto Nelson Oliveira Pesquisa e Estudo de Mercado (NOPEM). Foi o 28.º álbum mais adquirido no território em 1997, com mais de 1 milhão de cópias comercializadas apenas naquele ano. Em reconhecimento a esse valor, recebeu certificação de diamante entregue pela Pro-Música Brasil (PMB). Com vendas que excedem 2 milhões e 500 mil exemplares, é um dos discos mais adquiridos na história do Brasil. Após a excelente recepção comercial do projeto, a vocalista do Eva, Ivete Sangalo, passou a ser alçada pela mídia ao posto de maior estrela do áxé music, competindo diretamente com Daniela Mercury; a maior expoente do gênero até então.

## Faixas
Créditos retirados da Allmusic.
| N.º | Título                 | Compositor(es)                                  | Duração |  |
| 1.  | "Manda Ver"            | Gilson Babilônia Alain Tavares                  | 4:41    |  |
| 2.  | "Levada Louca"         | Babilônia Lula Carvalho Tavares                 | 3:37    |  |
| 3.  | "Beleza Rara"          | Ed Grandão Nego John                            | 4:43    |  |
| 4.  | "Alô Paixão"           | Jorge Xaréu                                     | 4:18    |  |
| 5.  | "Vem, Meu Amor"        | Silvio Guio                                     | 3:30    |  |
| 6.  | "Leva Eu"              | Durval Lélys Cly Loylie                         | 4:12    |  |
| 7.  | "Coleção"              | Cassiano Paulo Zdanowski                        | 3:01    |  |
| 8.  | "Arerê"                | Tavares                                         | 4:25    |  |
| 9.  | "Me Abraça"            | Roberto Moura Xaréu                             | 4:51    |  |
| 10. | "Tão Seu"              | Chico Amaral Samuel Rosa                        | 3:20    |  |
| 11. | "Pegue Aí"             | Cay Lú Jucka Maneiro                            | 4:35    |  |
| 12. | "Miragem"              | Davi Salles                                     | 4:25    |  |
| 13. | "Eva"                  | Giancarlo Bigazzi Umberto Tozzi                 | 5:56    |  |
| 14. | "Flores (Sonho Épico)" | Carlinhos Maracanã Tica Mahatma Moura Gutemberg | 3:33    |  |

| Críticas profissionais | Críticas profissionais |
| Avaliações da crítica  | Avaliações da crítica  |
| Fonte                  | Avaliação              |
| ---------------------- | ---------------------- |
| Carnasite              | [ 2 ]                  |

## Formação
- Ivete Sangalo: voz
- Moisés Gabrielli: baixo
- Rudney Monteiro: guitarra
- Toinho Batera: bateria
- Marcelo Alves: teclados
- Alexandre Lins: percussão
- Márcio Brasil: percussão
- Paulinho Andrade: sax-tenor
- Rose Alvaia: vocais de apoio
- Patrícia Sampaio: vocais de apoio